# Скотт Бессент
Скотт Бессент (англ. Scott Bessent, [ˈbɛsənt]; нар. 1962, Конвей, Південна Кароліна, США) — американський менеджер гедж-фонду і державний діяч. 79-й Міністр фінансів США (з 28 січня 2025 року). 
Був партнером Soros Fund Management і засновником Key Square Group, глобальної макроінвестиційної компанії. Був головним збирачем і донором коштів для Дональда Трампа, а також економічним радником під час президентської кампанії Трампа 2024 року.

## Молодість й освіта
Народився в Конвеї, штат Південна Кароліна, в родині Барбари (Маклауд) і Гомера Гастона Бессента-молодшого, агента з нерухомості. Має французьке гугенотське походження.
1984 року здобув ступінь бакалавра політології в Єльському університеті. У студентські роки був редактором «The Yale Daily News», президентом Wolf's Head Society та скарбником випуску 1984 року. 1984 року був головою Фонду випускників Єльського університету та помічником директора з легкої атлетики.

## Кар'єра
Стажувався у Джима Роджерса. Після закінчення навчання працював у Brown Brothers Harriman, Kynikos Associates (Джим Чанос) й в інших. 1991 року приєднався до Soros Fund Management (SFM) та був партнером протягом 1990-х років, зрештою ставши головою лондонського офісу. 1992 року був провідним членом команди, чия ставка в чорну середу на крах британського фунта принесла фірмі понад 1 мільярд доларів. 2013 року його ставка проти японської єни принесла додатковий прибуток.
Після звільнення з SFM 2000 року заснував гедж-фонд на 1 мільярд доларів. 2005 року фонд закрився. Бессент сказав, що зрозумів, що не повинен змінювати свій стиль чи структуру фірми через уподобання інвесторів. Був старшим інвестиційним консультантом у фондах фондів Protégé Partners. Повернувся в Soros Fund Management і був головним інвестиційним директором у 2011—2015 роках. 2015 року пішов, щоб заснувати нову фірму Key Square Group.

### Key Square Group
2015 року разом з глобальним керівником відділу ринків капіталу у SFM Майклом Джерміно заснував Key Square Group. Key Square ґрунтуючись на геополітиці й економіці здійснювала макроінвестиції. Key Square отримала основні інвестиції в 2 мільярди доларів від Джорджа Сороса. На кінець 2017 року активи Key Square становили 5,1 мільярда доларів. Дохідність основного фонду Key Square 2016 року зросла на 13 %, але втрачала гроші або була беззбитковою щороку у 2017—2021 роках, а у 2021, 2022 і 2023 роках досягла значного зростання. Непослідовність відлякала клієнтів. Активи під управлінням скоротилися з 5,1 мільярда доларів США у 2017 році до 577 мільйонів доларів США у 2023 році, а кількість інституційних інвесторів скоротилася зі 180 до 20 за той самий період.
У рамках попередньо домовленої угоди 2018 року фірма повернула капітал Сороса, а також інші активи. Серед інвесторів австралійський суверенний фонд багатства Future Fund.

### Політика
2000 року займався збором коштів для Ела Гора у власному будинку в Іст-Гемптоні, Нью-Йорк. Робив фінансові пожертви Гілларі Клінтон і Бараку Обамі. 2016 року пожертвував 1 мільйон доларів інавгураційному комітету Дональда Трампа 2017 року. У 2023 і 2024 роках пожертвував понад 1 мільйон доларів на кампанію Дональда Трампа 2024 року.
У лютому 2024 року організував збір коштів у Грінвіллі, штат Південна Кароліна, під час якого зібрали майже 7 мільйонів доларів для кампанії Трампа 2024 року. У квітні 2024 року був ведучим збору коштів у Палм-Біч, Флорида, який зібрав 50 мільйонів доларів для кампанії Трампа. У липні 2024 року «Блумберг Бізнесвік» повідомляв, що Бессент був ключовим економічним радником Трампа. Він запропонував Трампу економічний план із трьох пунктів, створений за зразком економічної політики прем'єр-міністра Японії Абе Сіндзо «Три стріли». Бессент високо оцінив пропозицію Трампа запровадити підняття тарифів і мит.
22 листопада 2024 року обраний президент Трамп оголосив про намір висунути Бессента на посаду міністра фінансів США у своїй другій адміністрації. Якщо його затвердить Сенат, він стане першим відкритим геєм, міністром фінансів, а також другим відкритим геєм, секретарем кабінету після Піта Буттіджеджа. Сенат затвердив кандидатуру Бессент 27 січня голосами 68 проти 29.

## Соціальна залученість
У 2006—2011 роках був ад'юнкт-професором економічної історії в Єльському університеті, де читав три курси.

### Членство в раді
Член університетської ради Єльського університету. Бессент з сестрою пожертвували бібліотеку Бессента Єльському університету. Фінансує три стипендії в Єльському університеті для студентів коледжу першого покоління, студентів з Південної Кароліни та студентів з Бронкса.
Очолює інвестиційний комітет і є членом виконавчого комітету опікунської ради Рокфеллерівського університету. Був членом ради «God's Love We Deliver», організації, заснованої для доставляння їжі людям, хворим на СНІД. Віцеголова Трасту збереження класичних американських будинків і колишній член правління Фестивалю Сполето в Чарлстоні, Південна Кароліна. Член Ради з міжнародних відносин.

### Філантропія
2022 року відкрив два фонди та створив реабілітаційний центр Маклауда в дитячій лікарні у Грінвіллі, Південна Кароліна. Він також підтримує Фонд короля в Лондоні та Гарлемську дитячу зону в Нью-Йорку.

## Особисте життя

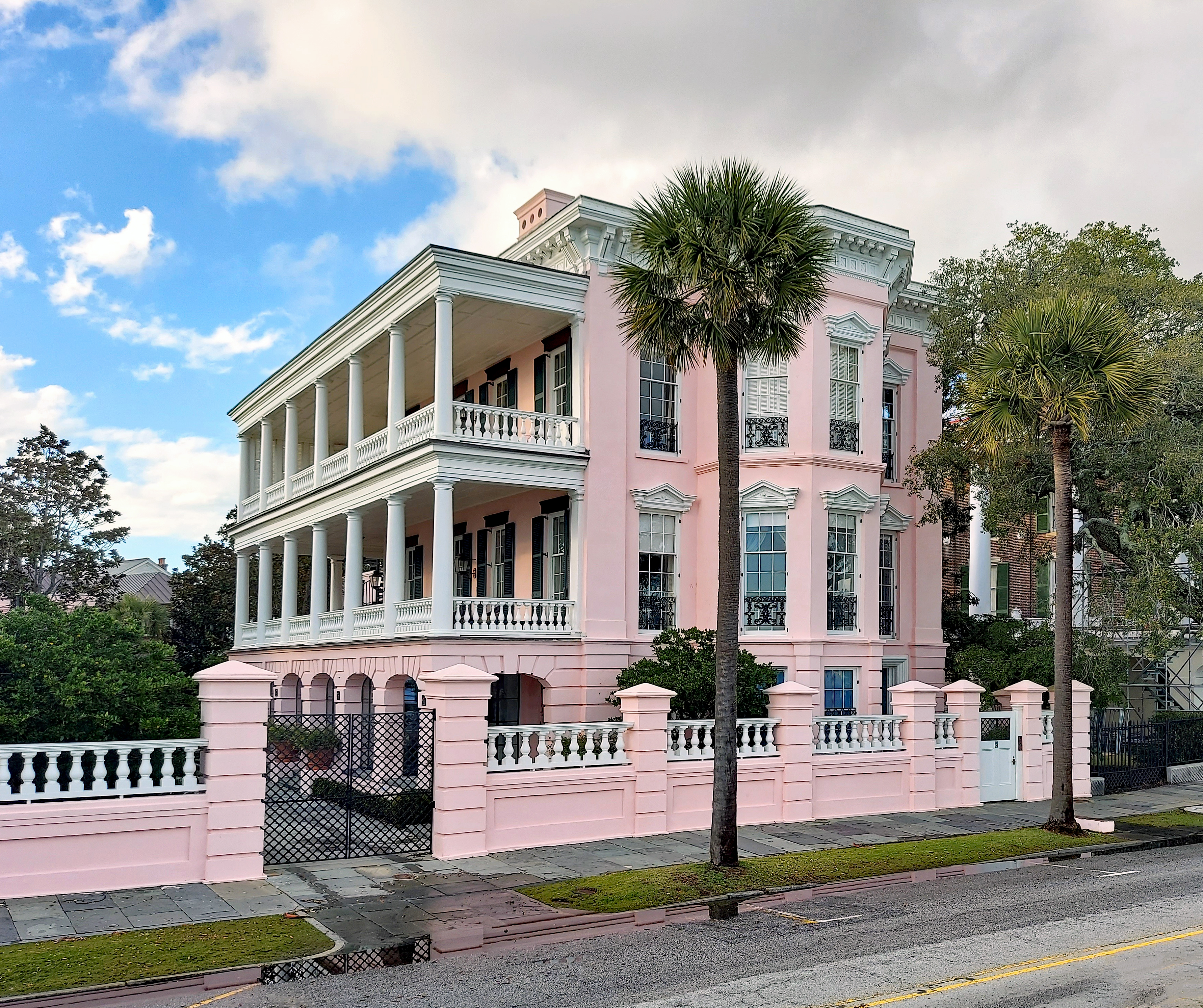
Рожевий палац в Чарльстоні

Проживає в Чарлстоні, Південна Кароліна і належить до гугенотської церкви, яку його пращури допомогли побудувати у 1680 році. У Бессента та його чоловіка, колишнього прокурора Нью-Йорка Джона Фрімена, двоє дітей.
2016 року придбав історичний будинок Джона Равенела; його реставраційний проєкт 2021 року отримав нагороду Каролополісського товариства охорони Чарлстона Особняк відомий як «Рожевий палац» і розташований на вулиці Беттері в Чарлстоні.